# Danh sách tập phim Kết giới sư
Đây là danh sách tập phim anime Kết giới sư. Phim được Sunrise chuyển thể từ manga cùng tên của Yellow Tanabe. Phim của đạo diễn Kodama Kenji cùng Takaya Hirotoshi thiết kế nhân vật và Iwasaki Taku phụ trách âm nhạc. Bài hát chủ đề cho tất cả các tập là "Sha la la -Ayakashi NIGHT-" của Uura Saeka. Bài hát kết thúc gồm 4 bài: "Akai Ito" (赤い糸 "Red Thread") của Inaba Koshi (tập 1–15, 38, 40, 48, 52), "Sekaijuu Dokowo Sagashitemo" (世界中どこを探しても Sekaijū Doko o Sagashite mo, "Tìm đến thế giới khác") của Kitahara Aiko (tập 16–23, 39, 44, 51), "My Mirai" (マイミライ Mai Mirai, "Tương lai chính mình") của Uura Saeka (tập 24–30, 41, 46, 49), và "Kyukei Jikan 10pun" (休憩時間10分 Kyūkei Jikan Jippun, "10 phút vỡ oà") của Uura Saeka (tập 31–37, 42-43, 45, 47, 50).
52 tập phim được phát sóng tại Nhật Bản từ 16 tháng 10 năm 2006 đến 12 tháng 2 năm 2008 trên Nippon Television, Yomiuri TV, và Nippon Television Network System, trong khung giờ "vàng" 7 giờ tối thứ hai. Sau đó phim được phát sóng lại tại Đài Loan trên Taiwan Television, tại Malaysia trên Animax Asia (phụ đề tiếng Anh) 8TV avà NTV7, ở Hong Kong trên Cable TV Hong Kong, ở Philippines trên Hero TV (lồng tiếng Tagalog) và trên GMA Network, ở Indonesia trên antv, và ở Ấn Độ trên Animax India. The anime has been licensed in North America by Viz Media,

## Danh sách tập
| #  | Tên tập phim                                                                   | Ngày phát sóng gốc        |
| -- | ------------------------------------------------------------------------------ | ------------------------- |
| 1  | "Hữu Uyển Thương" "Migi Ude no Kizu" (右腕の傷)                                | ngày 16 tháng 10 năm 2006 |
| 2  | "Yoshimori và Tokine" "Yoshimori to Tokine" (良守と時音)                       | ngày 16 tháng 10 năm 2006 |
| 3  | "Mỹ thuần quỷ nhân" "Utsukushiki Onitsukai" (美しき鬼使い)                     | ngày 23 tháng 10 năm 2006 |
| 4  | "Bỉ nữ" "Kanojo no torejā" (彼女のトレジャー)                                  | ngày 30 tháng 10 năm 2006 |
| 5  | "Hồn ma kẹo ngọt" "Okashi na Ningen Rei" (お菓子な人間霊)                      | ngày 6 tháng 11 năm 2006  |
| 6  | "Hoa anh đào giữa màn đêm" "Karasumori no Yoizakura" (烏森の宵桜)              | ngày 13 tháng 11 năm 2006 |
| 7  | "Chiếc bánh tuyệt nhất thế gian" "Saikō no Kēki!" (最高のケーキ!)              | ngày 20 tháng 11 năm 2006 |
| 8  | "Ngày thường nhật của Yoshimori" "Yoshimori na Hibi" (良守な日々)              | ngày 27 tháng 11 năm 2006 |
| 9  | "Vị giáo viên nguy hiểm" "Kiken na Kōkō Kyōshi" (危険な高校教師)               | ngày 4 tháng 12 năm 2006  |
| 10 | "Trận chiến Shikigami Chocolate" "Shikigami Choko Batoru" (式神チョコバトル)   | ngày 15 tháng 1 năm 2007  |
| 11 | "Koya và Madarao" "Kōuya to Madarao" (鋼夜と斑尾)                              | ngày 22 tháng 1 năm 2007  |
| 12 | "Phong ấn Madarao" "Yōken Madarao Fūin" (妖犬斑尾封印)                         | ngày 29 tháng 1 năm 2007  |
| 13 | "Yagyō no Tōryō, Masamori Tōjō" (夜行の頭領正守登場)                           | ngày 5 tháng 2 năm 2007   |
| 14 | "Masamori no Takurami" (正守のたくらみ)                                        | ngày 12 tháng 2 năm 2007  |
| 15 | "Yoshimori no Yabō" (良守の野望)                                               | ngày 19 tháng 2 năm 2007  |
| 16 | "Mushikinuma no Uro-sama" (無色沼のウロ様)                                     | ngày 26 tháng 2 năm 2007  |
| 17 | "Sore wa Kami no Ryōiki" (それは神の領域)                                      | ngày 5 tháng 3 năm 2007   |
| 18 | "Ngày thường nhật của Toshimori" "Suekko Toshimori no Hibi" (末っ子利守の日々) | ngày 12 tháng 3 năm 2007  |
| 19 | "Shiroki Hane no Shūgekisha" (白き羽の襲撃者)                                  | ngày 16 tháng 4 năm 2007  |
| 20 | "Bukimi na Kanshisha" (不気味な監視者)                                         | ngày 23 tháng 4 năm 2007  |
| 21 | "Hijō na Tenkōsei, Shishio Gen" (非情な転校生 志々尾限)                        | ngày 7 tháng 5 năm 2007   |
| 22 | "Urakai kara no Shisha" (裏会からの使者)                                       | ngày 14 tháng 5 năm 2007  |
| 23 | "Nerawareta Seitō Keishōsha" (狙われた正統継承者)                              | ngày 21 tháng 5 năm 2007  |
| 24 | "Gen to Koi no Atakku" (限と恋のアタック)                                      | ngày 4 tháng 6 năm 2007   |
| 25 | "Tokine ni Ikemen" (時音にイケメン)                                            | ngày 18 tháng 6 năm 2007  |
| 26 | "Một đêm không có Yoshimori" "Yoshimori ga Inai Yoru" (良守がいない夜)         | ngày 25 tháng 6 năm 2007  |
| 27 | "Saikō Kanbu Jūnininkai" (最高幹部十二人会)                                    | ngày 2 tháng 7 năm 2007   |
| 28 | "Kokubōrō no Sensenfukoku" (黒芒楼の宣戦布告)                                  | ngày 9 tháng 7 năm 2007   |
| 29 | "Juryoku Fūji no Mahōjin" (呪力封じの魔方陣)                                   | ngày 23 tháng 7 năm 2007  |
| 30 | "Karasumori no Tekininsha" (烏森の適任者)                                      | ngày 30 tháng 7 năm 2007  |
| 31 | "Quá khứ đen tối của Gen" "Shishio Odoroki no Keireki" (志々尾驚きの経歴)      | ngày 6 tháng 8 năm 2007   |
| 32 | "Thách thức từ Atora" "Kyōretsu na Atora no Shiren" (強烈な亜十羅の試練)       | ngày 13 tháng 8 năm 2007  |
| 33 | "Isoge Shige-jii Honki-bashiri" (急げ繁じい本気走り)                           | ngày 20 tháng 8 năm 2007  |
| 34 | "Tiếng nói của bóng đêm" "Tamago kara Koe: Yami no Izanai" (卵から声 闇の誘い) | ngày 27 tháng 8 năm 2007  |
| 35 | "Semarikuru Kokubōrō" (迫り来る黒芒楼)                                         | ngày 3 tháng 9 năm 2007   |
| 36 | "Karasumori Enjou" (烏森炎上)                                                  | ngày 10 tháng 9 năm 2007  |
| 37 | "Shishio Gen Saigo no Tatakai" (志々尾限最後の戦い)                            | ngày 10 tháng 9 năm 2007  |
| 38 | "Sorezore no Chinkon" (それぞれの鎮魂)                                         | ngày 15 tháng 10 năm 2007 |
| 39 | "Bí mật của Karasumori" "Karasumori no Nazo" (烏森の謎)                        | ngày 22 tháng 10 năm 2007 |
| 40 | "Kurosusuki e no Michi" (黒芒への道)                                           | ngày 29 tháng 10 năm 2007 |
| 41 | "Tokkun no Hibi" (特訓の日々)                                                  | ngày 5 tháng 11 năm 2007  |
| 42 | "Yagyō no Menmen" (夜行の面々)                                                 | ngày 12 tháng 11 năm 2007 |
| 43 | "An'un no Sairai" (暗雲の再来)                                                 | ngày 19 tháng 11 năm 2007 |
| 44 | "Cuộc chiến của Karasumori" "Karasumori no Gekisen" (烏森の激戦)               | ngày 26 tháng 11 năm 2007 |
| 45 | "Kokubōrō no Hitobashira" (黒芒楼の人柱)                                       | ngày 3 tháng 12 năm 2007  |
| 46 | "Ikai no Meiro" (異界の迷路)                                                   | ngày 10 tháng 12 năm 2007 |
| 47 | "Innen no Ketchaku" (因縁の決着)                                               | ngày 17 tháng 12 năm 2007 |
| 48 | "Kuzureyuku Jōkaku" (崩れゆく城郭)                                             | ngày 24 tháng 12 năm 2007 |
| 49 | "Kanashiki Yōka" (哀しき妖花)                                                  | ngày 14 tháng 1 năm 2008  |
| 50 | "Trận chiến cuối cùng" "Saishū Kessen!" (最終決戦!)                            | ngày 21 tháng 1 năm 2008  |
| 51 | "Yoshimori và Kaguro" "Yoshimori to Kaguro" (良守と火黒)                       | ngày 28 tháng 1 năm 2008  |
| 52 | "Cái kết của Kokuboro" "Kokubōrō no Shūen" (黒芒楼の終焉)                      | ngày 11 tháng 2 năm 2008  |